# Гомохронність
Гомохронність (рос. гомохронность; англ. homochronity) — часова подібність у процесах, однорідність за часом, коли відношення між подібними інтервалами часу перебігу процесу, що має місце у двох системах, постійне. 
Від грецьк. homos — рівний, chronos — час.
Наприклад, повний збіг просторово відокремлених феноменів, палеонтологічних останків, геологічних відкладів у різних районах.